# Ptolemaiida
Gli ptolemaiidi (Ptolemaiida) sono un ordine di mammiferi estinti, poco conosciuto e dalle incerte affinità, che annovera alcune specie fossili rinvenute in terreni dell'Eocene e dell'Oligocene dell'Egitto (38-33 milioni di anni fa) e del Miocene del Kenya (23-12 milioni di anni fa).

## Dentature bizzarre, corpo sconosciuto
Da quel poco che si conosce (soprattutto grazie a recenti ritrovamenti), gli ptolemaiidi dovrebbero essere stati animali della taglia di uno sciacallo ma più robusti, pesanti forse una quindicina di chilogrammi. Il genere Kelba, l'ultimo a scomparire, possedeva un cranio massiccio dotato di una dentatura bizzarra, che fa pensare a una dieta insettivora. Il forte rivestimento sui molari, però, fa supporre anche che si cibasse di materiale notevolmente abrasivo, forse piante graminacee. La forma del corpo di questi animali, tuttavia, è pressoché sconosciuta.

## Le prime scoperte e classificazione incerta
Questi strani animali, noti principalmente per materiale cranico, combinano caratteristiche molto diverse tra loro, come una dentatura primitiva di tipo tribosfenico e alcune specializzazioni mai viste in altri gruppi di mammiferi. I primi resti fossili di questi animali furono descritti nei primi del '900 da Henry Fairfield Osborn, che battezzò Ptolemaia lyonsi una mascella proveniente da El Fayum e risalente all'Eocene superiore.
Lo stesso Osborn rimase perplesso di fronte al miscuglio di caratteristiche, e ritenne che Ptolemaia potesse rappresentare un ordine di mammiferi precedentemente sconosciuto alla scienza. Da allora, altri resti attribuiti agli ptolemaiidi sono stati rinvenuti nella stessa zona, e sono stati ascritti ai generi Ptolemaia, Qarunavus e Cleopatrodon. In ogni caso, la sistematica e la classificazione di questo strano gruppo è sempre rimasta misteriosa: alcuni li hanno inclusi tra gli insettivori, altri nel primitivo gruppo dei pantolesti, altri li hanno ritenuti un ordine a parte.

## Nuovi ritrovamenti
Negli anni '60 vennero scoperti tre denti simili a quelli degli ptolemaiidi negli strati del Miocene inferiore del Kenya, che vennero descritti come Kelba quadeemae. La scarsità di questi resti non permise una precisa classificazione, almeno fino al 2006, quando vennero rinvenuti altri resti più completi del misterioso animale. Il cranio di Kelba, in effetti, era molto simile a quello degli ptolemaiidi vissuti milioni di anni prima in Egitto. La distribuzione temporale di questo strano gruppo di animali, quindi, è stata spostata in avanti di oltre 20 milioni di anni.

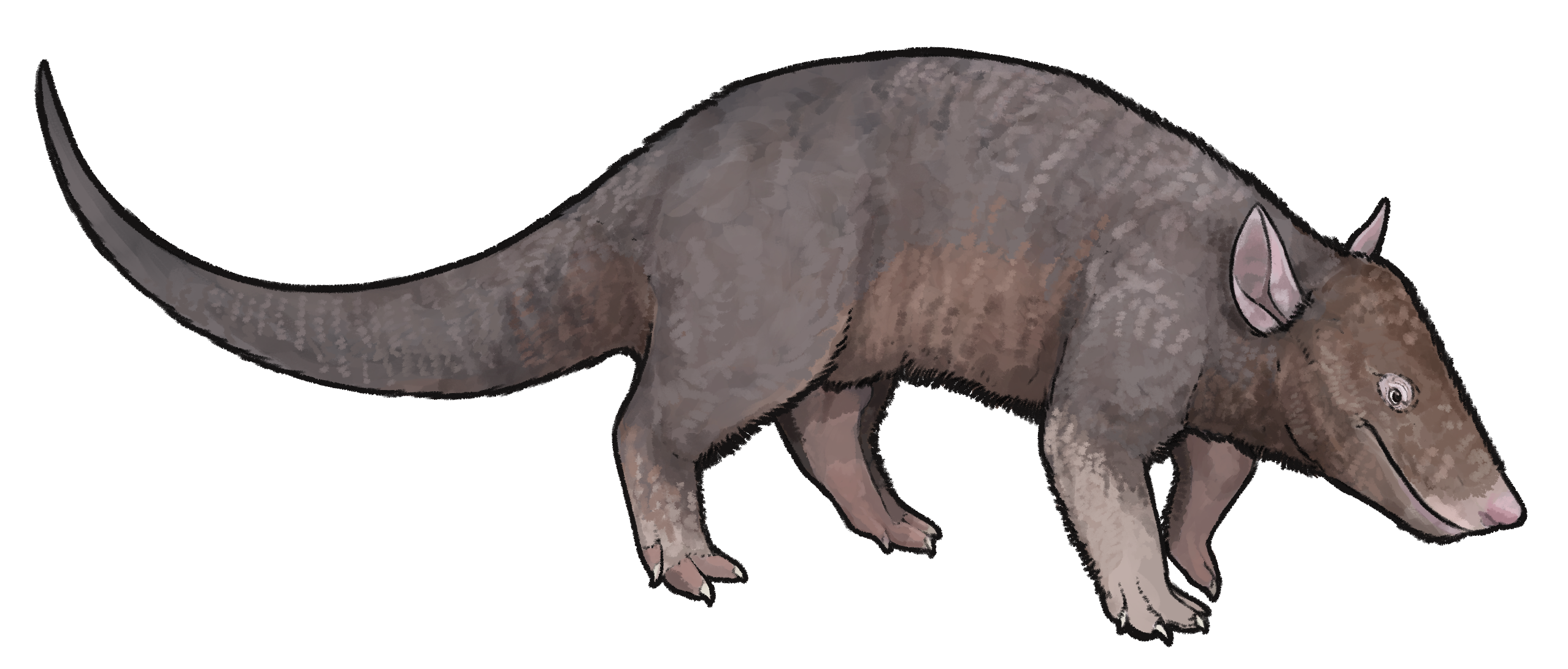
Ricostruzione di Ptolemaia grangeri

## Possibili parentele
Nonostante non siano note le affinità degli ptolemaiidi, la loro unica morfologia e distribuzione in una grande area dell'Africa porta a pensare che questo gruppo abbia avuto un'origine africana. Alcuni scienziati pensano che gli ptolemaiidi possano far parte degli afroteri (Afrotheria), un grande gruppo di mammiferi che include anche gli ordini Proboscidea (elefanti), Hyracoidea (procavie o iraci), Sirenia (manati e lamantini), Macroscelidea (toporagni-elefante), Tubulidentata (oritteropo), Tenrecidae (tenrec e potamogale) e Chrysochloridae (talpe dorate), più i due ordini estinti Desmostylia (tra cui Palaeoparadoxia) ed Embrithopoda (tra cui Arsinoitherium).